# آرثر وليامز
آرثر وليامز (بالإنجليزية: Arthur Williams)‏ (12 نوفمبر 1964 ببينساكولا في الولايات المتحدة - ) هو ملاكم أمريكي، صنّف ضمن فئة وزن الكروزر (ملاكمة).

## روابط خارجية
- آرثر وليامز على موقع بوكس ريك (الإنجليزية) (registration required)